# LIPSTICK
《LIPSTICK》是韓國女子音樂組合After School子團體橙子焦糖的首张正規韓語專輯，於2012年9月12日發行。唱片公司為Pledis Entertainment。

## 概要
- 「Lipstick」為此專輯的主打曲目，此曲往後成為橙子焦糖的第2張日語單曲「LIPSTICK / 拉姆的情歌」主打歌曲「LIPSTICK」的韓語版本。
- 新歌「Milkshake」往後成為橙子焦糖第2張日語單曲「LIPSTICK / 拉姆的情歌」的B面曲。
- 收錄第1張迷你專輯「魔法少女」和第2張迷你專輯「Aing♡」5首曲目。
- 除了迷你專輯，此專輯收錄了第1張單曲「Bangkok City」和第2張單曲「上海之戀」，以及「上海之戀」的B面曲「閉上你的眼睛」，共3首曲目。
- 專輯主打歌「Lipstick」在2012年《Music Bank》節目12月21日公布全年總結排名為第48名。

## 收錄內容

### CD
1. Bubble Bath
2. Milkshake（밀크쉐이크）
3. Lipstick（립스틱）
1st正規韓語專輯「LIPSTICK」主打曲目
4. Aing♡（아잉♡）
2nd迷你專輯「Aing♡」主打曲目
5. 魔法少女（마법소녀）
1st迷你專輯「魔法少女」主打曲目
6. 還是…（아직…）
2nd迷你專輯「Aing♡」收錄曲
Raina主唱
7. Superwoman
Raina和S.COUPS（SEVENTEEN）主唱
8. One Love
2nd迷你專輯「Aing♡」收錄曲
9. 上海之戀（샹하이 로맨스）
2nd單曲
10. 克拉拉的夢（클라라의 꿈）
Lizzy主唱
11. 閉上你的眼睛（눈을 감아）
2nd單曲「上海之戀」B面曲
Nana主唱
12. 愛情可以延後嗎（사랑을 미룰 순 없나요）
1st迷你專輯「魔法少女」收錄曲
Raina主唱
13. Bangkok City（2012 New Recording）（방콕시티）
1st單曲